# 땅의 여자
"땅의 여자"는 2010년 9월 9일에 개봉한 대한민국의 영화이다. 농촌에서 살아가는 30대 여성들의 삶을 가감 없이 보여주는 다큐멘터리다.

## 줄거리
대학 동창인 소희주, 변은주, 강선희는 대학시절 다짐했던 것처럼 농부가 되기 위해 경상남도 시골 마을로 시집을 온다. 그러나 시골과 농사에 품었던 환상은 만만치 않은 현실적 문제로 다가온다. 누군가의 아내이며 며느리의 삶도 쉽지 않다. 그럼에도 이들이 한 명의 여성이자 농부로 삶을 가꿔나가며 겪는 ‘리얼 농촌 버라이어티’다.

## 출연진
- 소희주
- 강선희
- 변은주